# Бремсниц
Бремсниц (нем. Bremsnitz) — община в Германии, в земле Тюрингия. 
Входит в состав района Заале-Хольцланд. Подчиняется управлению Хюгелланд/Телер.  Население составляет 139 человек (на 31 декабря 2010 года). Занимает площадь 6,57 км².